# Serbosoma kucajensis
Serbosoma kucajensis är en mångfotingart som först beskrevs av Bozidar P.M. Curcic och Makarov 1998.  Serbosoma kucajensis ingår i släktet Serbosoma och familjen Anthroleucosomatidae. Inga underarter finns listade i Catalogue of Life.